# Светлый (ЗАТО)
Све́тлый — посёлок (в 2006—2019 годах посёлок городского типа) в Саратовской области. Прежнее название: Татищево-5. Образует закрытое административно-территориальное образование посёлок Светлый и одноимённое муниципальное образование городской округ ЗАТО Светлый. Со всех сторон окружён Татищевским районом.
Градообразующее предприятие — войсковая часть 89553 (Краснознамённая Таманская ракетная дивизия Ракетных войск стратегического назначения) была сформирована 24 июля 1964 года. Площадь 349 га. Глава городского округа ЗАТО Светлый — Баталов Сергей Михайлович.

## Население
| 2002    | 2009    | 2010    | 2012    | 2013    | 2014    | 2015    | 2016    | 2017    |
| ------- | ------- | ------- | ------- | ------- | ------- | ------- | ------- | ------- |
| 12 313  | ↗12 966 | ↘12 493 | ↗12 518 | ↘12 201 | ↘12 153 | ↗12 418 | ↗12 540 | ↗12 702 |
| 2018    | 2019    | 2020    | 2021    |         |         |         |         |         |
| ↗12 816 | ↗12 884 | ↗12 913 | ↘12 702 |         |         |         |         |         |

Население 13,0 тыс. жителей (2009 год). Из них трудоспособного населения, то есть в возрасте от 18 до 55 лет (женщины) и до 60 лет (мужчины), 9,7 тысяч (76 %). Военнослужащих в городке около 5 тысяч человек. Число рабочих гражданского населения в городке составляет 3,3 тыс. человек. Студентов, учащихся ВУЗов, ПТУ и техникумов — 500 человек.
В администрации ЗАТО Светлый работает около 100 человек, 90 % из них имеют высшее образование и около 10 % — это обслуживающий персонал.
Работников в образовательных учреждениях (средние общеобразовательные школы № 2 и № 3; МДОУ д/с "СВЕТЛЯЧОК"; учреждений дополнительного образования ДШИ, ДДТ, ДЮСШ) около 250 человек.
В МСЧ и военном госпитале работает 470 человек, из них в МСЧ — 240. В КЭЧ — более 500 человек, большая часть — рабочие. В строительной войсковой части трудятся около 700 человек (в основном инженеры и техники). В сфере обслуживания работают 190 человек. В ООО «Таймер» заняты около 150 человек, из них 3 человека — в бухгалтерии. В войсковых частях работает около тысячи человек гражданского населения.

## Герб и флаг
Герб
Герб городского округа ЗАТО Светлый представляет собой традиционный геральдический щит. На нём изображены солнце и летящая стрела, как символы света и вооружения, что отражает название населённого пункта, а также расположенное на данной территории самое крупное в стране соединение ракетных войск.
Геральдическое описание герба ЗАТО Светлый гласит: «В лазури (синем, голубом поле) золотое пламенеющее, без изображения лица, солнце, сопровождаемое в оконечности серебряной стрелой. В вольной части герб Саратовской области (три положенные в вилообразный крест, сообращённые серебряные стерляди в лазоревом поле)».
Флаг
Флаг городского округа ЗАТО Светлый представляет собой прямоугольное полотнище из двух горизонтальных полос: верхней лазоревого цвета с изображением в центре полосы солнца и нижней белого цвета. Соотношение полос: 1:4.

## Предприятия
МУП «ЖКХ» ЗАТО Светлый
Предприятие создано в целях обеспечения населения, предприятий, организаций и учреждений городского округа ЗАТО Светлый жилищно-коммунальными услугами, услугами по содержанию и обслуживанию жилищного фонда городского округа ЗАТО Светлый, выполнения работ по благоустройству ЗАТО, получения прибыли. Выполняет работы для населения, оказывает жилищно-коммунальные услуги по ценам и тарифам, утверждённым Муниципальным собранием городского округа ЗАТО Светлый. Директор — Ильин Александр Михайлович.

## Средства массовой информации
Газета «Светлые Вести»
Муниципальная газета «Светлые вести» основана 6 марта 1998 года. Периодичность выхода один раз в неделю. Издание освещает экономическую, культурную, спортивную жизнь городского округа ЗАТО Светлый, законотворческую деятельность депутатов Муниципального собрания. Главный редактор — Климочкина Светлана Викторовна.
Телеканал «Светлый»
Муниципальное учреждение "Телеканал «Светлый» оказывает с 6 июня 1997 года услуги связи для целей кабельного вещания.

## Известные уроженцы
- Миронов Евгений Витальевич (родился 29 ноября 1966 года в посёлке Агафоновка Октябрьского района города Саратова) — народный артист Российской Федерации.